# Amanda Somerville
Amanda Somerville é uma cantora norte-americana de Música Popular mais conhecida pela sua colaboração com várias bandas. Desde 1999 ela tem residido e trabalhado na Alemanha e Holanda. Sua voz é de alto alcance vocal e seu estilo vai de música clássica a soul.[carece de fontes?]

## Discografia solo
- In the Beginning there was... (álbum de estréia, 2000)
- Blue Nothing (EP, 2000)
- Never Alone (EP, 2003)
- Aina: Days of Rising Doom (2003) – Amanda escreveu conceito e todas as letras, co-escreveu música, trabalhou como vocalista e treinadora vocal

## Colaborações
- Epica - The Phantom Agony (2003), We Will Take You with Us (2004), Consign to Oblivion (2005), The Road to Paradiso (2006), The Divine Conspiracy (2007); trabalhou como treinadora vocal, vocalista, co-escritora e produtora. Em 2010 gravou um dueto com Simone Simmons em uma versão especial do single "Unleashed"
- After Forever - Invisible Circles (2004), Remagine (2005), After Forever (2007); trabalhou como treinadora vocal, vocalista e produtora.
- Asrai - Touch in the Dark (2004) trabalhou como editora lírica e Pearls In Dirt (2007)trabalhou como vocalista.
- Edguy - Hellfire Club (2004), Rocket Ride (2006); trabalhou como vocalista e editora lírica.
- Kamelot - The Black Halo (2005), Ghost Opera (2007), Poetry for the Poisoned (2010); trabalhou como vocalista e editora lírica.
- Shaaman - Reason (2005); trabalhou como vocalista e editora lírica.
- Andre Matos - Time to Be Free (2007), Mentalize (2009); trabalhou como vocalista e editora lírica.
- Mob Rules - Hollowed Be Thy Name (2002); trabalhou como vocalista.
- Luca Turilli & Rhapsody - Prophet of the Last Eclipse (2002); trabalhou como vocalista.
- Virgo (2001); trabalhou como vocalista e editora lírica.
- Avantasia - Lost in Space (2007) trabalhou como vocalista.
- Avantasia - The Scarecrow (2008): nas faixas "What Kind of Love" como vocalista principal e "Lost in Space" como backing vocal.
- HDK (Hate Death Kill), álbum de System Overload (2009) - Escreveu todo o conceito das músicas e trabalhou como vocalista.
- Kiske/Somerville; projeto em parceria com vocalista do Helloween, Michael Kiske - Trabalhou como vocalista principal, dividindo os vocais com Kiske, e compondo canções
- Serenity ; Trabalhou como vocalista,dividindo os vocais com Georg Neuhauser na faixa "Changing Fate" do album "Death & Legacy"
- Ayreon — Transitus (2020); trabalhou como vocalista.[1]

- Angra — Live At Opera de Arame (2023) [2]